# Sex and Zen: Extreme Ecstasy
Pour plus de détails, voir Fiche technique et Distribution.
Sex and Zen: Extreme Ecstasy (3D肉蒲團之極樂寶鑑, 3D rou pu tuan zhi ji le bao jian) est un film hongkongais, sorti en 2011.

## Synopsis
Au temps de la dynastie Ming, Wei Yangsheng est un jeune érudit voulant profiter de sa jeunesse pour rechercher le plaisir sexuel ultime. En accompagnant un ami voir une jeune fille dont le père a engagé leur mariage, il fait la connaissance de Tie Yuxiang dont il tombe, tout comme elle, immédiatement amoureux. Au grand dam de l'ami précédemment engagé avec elle, les noces sont prononcées. Toutefois, leur épanouissement sexuel n'est pas gagné !
Wei Yangsheng entame alors une quête de tous les plaisirs qui l'amène à rencontrer le Prince de Ning, un despote à la vie dissolue grâce auquel il ira jusqu'aux extrêmes limites de l’amour physique. Malgré cette course effrénée, son amour pour Tie Yuxiang jamais ne l'abandonne. Tout ceci semble trop beau… mais c'est trop tard que Wei Yangsheng découvrira qu'il s'est lui-même jeté dans un piège machiavélique…

## Fiche technique
- Titre : Sex and Zen: Extreme Ecstasy
- Titre original : 3D肉蒲團之極樂寶鑑 (3D rou pu tuan zhi ji le bao jian)
- Réalisation : Christopher Sun Lap-key
- Scénario : Stephen Shiu et Mark Wu d'après le roman La Chair comme tapis de prière de Li Liweng
- Photographie : Jimmy Wong
- Montage : Wai Chiu Chung
- Production : Stephen Shiu
- Pays d'origine : Hong Kong
- Langue : cantonais
- Format : Couleurs
- Genre : Comédie érotique
- Durée : 129 minutes
- Date de sortie : 2011

## Distribution
- Hayama Go : Wei Yangsheng
- Saori Hara : Ruizhu
- Yukiko Suô : Dongmei
- Lan Yan : Tie Yuxiang
- Vonnie Lui : le Sage de l'Ultime Félicité
- Yukiko Suo : Dongmei
- Irene Chen : Pandan
- Tony Ho : Prince de Ning
- Kirt Kishita : Quan Laoshi
- Wong Shu-tong : le moine Budai
- Tenky Tin : Dique
- Justin Cheung : M. Lam
- Carina Chen : Xianlan, servante de Tie Yuxiang
- Jason Yiu : Shangguan Shen
- Lau Shek-yin : le Maire
- Mark Wu : Tiancan
- Naami Hasegawa : Tomoko Kinoshita
- Vienna Lin
- Flora Cheung
- Cliff Chen
- Jeffrey Chow
- Wah Chiu-ho

## Voit aussi